# Gregor Schlierenzauer
Gregor Schlierenzauer, né le 7 janvier 1990 à Innsbruck, est un sauteur à ski autrichien. Il est le neveu de l'ancien lugeur Markus Prock. Il est le sauteur le plus victorieux de l'histoire de la Coupe du monde avec plus de 50 succès. Double médaillé de bronze olympique individuel en 2010, il est devenu aussi champion du monde sur le grand tremplin en 2011. En tant qu'Autrichien, il a l'honneur de remporter deux fois la Tournée des quatre tremplins devant son public en 2012 et 2013.

## Parcours sportif

### Le début de carrière internationale: saison 2006
Il devient champion du monde junior à Kranj en février 2006 à 16 ans, puis débute au plus haut niveau en mars à Oslo, où il se fait déjà remarquer à la fin de la saison. On le retrouve quelques mois plus tard pour le Grand Prix d'été, où il lutte déjà avec les tout meilleurs, signant une troisième place, une seconde place puis sa première victoire, à Courchevel, avec au passage le record du tremplin (134,5m). Il prendra encore une seconde place, et deviendra double champion d'Autriche.

### Saison 2006-2007
Il fait partie des sauteurs attendus dès le début de la saison 2006-2007, bien qu'il fasse l'impasse du premier concours de Kuusamo. Il saute la semaine suivante à Lillehammer, où il surclasse tous ses adversaires lors du second jour pour s'offrir sa première manche de Coupe du monde. Il remporte ensuite un concours à Engelberg. Il est le grand favori pour la Tournée des Quatre Tremplins qui arrive. Tout commence bien avec une victoire dans la première étape d'Oberstdorf, puis il limite les dégâts dans un concours chahuté par le vent à Garmisch. Il est en tête de la Tournée à mi-parcours, avant d'arriver chez lui à Innsbruck. Mais par la suite, il rate son concours tandis que son principal rival le Norvégien Anders Jacobsen remporte l'épreuve et prend une large avance au classement général. Ce dernier remportera la Tournée, mais Schlierenzauer s'offrira la dernière manche à Bischofshofen.
La fin de saison est un peu plus délicate, bien qu'il remporte encore un concours à Klingenthal et participe à la victoire de l'Autriche aux Championnats du monde de Sapporo. Il finit 4e au général de la Coupe du monde.

### Saison 2007-2008
L'été 2007 est dominé par Thomas Morgenstern et Adam Malysz. Mais « Schlieri » (son surnom) n'est pas loin derrière et s'adjuge deux épreuves, à Pragelato et à Klingenthal.
Dans la première partie de l'hiver 2007-2008, il est quelque peu dans l'ombre de son coéquipier Morgenstern à la tête de l'équipe d'Autriche, mais signe toutefois de nombreux podiums et deux victoires à Garmisch (durant la Tournée qu'il perdra nettement cette fois-ci, malgré une nouvelle fois une position de leader après deux étapes sur quatre) et Zakopane. En février 2008, il monte pour la première fois sur un tremplin de vol à ski, et à l'occasion des Championnats du monde d'Oberstdorf. Après une première journée d'entraînement moyenne, il se révèle le lendemain comme un candidat au titre, et lors du dernier saut, il résiste à la pression contrairement à son coéquipier Martin Koch : il est sacré champion du monde à 18 ans, le plus jeune de l'histoire. Il remporte une deuxième médaille d'or avec ses compatriotes lors du concours par équipes, avec le plus long saut à 217 mètres.
Dans la foulée de ce succès, il enchaîne en remportant la Tournée nordique, s'adjugeant les deux dernières étapes en Norvège. Et pour conclure cette saison, il arrive sur le tremplin de Planica avec l'étiquette de favori et confirme, allant loin sur chaque saut : il améliore par deux fois le record d'Autriche pour le porter à 233,5 mètres, et s'impose sur les deux concours individuels. Avec ces bonnes performances, Schlierenzauer consolide sa seconde place au classement final de la Coupe du monde derrière son compatriote Morgenstern.

### 2008-2009: Numéro un mondial
Durant l'été 2008, il s'adjuge le Grand Prix des 4 Nations, et le classement général du Grand Prix d'été après avoir notamment remporté les cinq dernières étapes auquel il a participé. Il est le grand favori pour l'hiver 2008-2009, surtout qu'au cours des dernières années, le vainqueur du Grand Prix d'été a remporté ensuite la Coupe du monde (Jakub Janda en 2005-2006, Adam Malysz en 2006-2007, Thomas Morgenstern en 2007-2008).
Mais en début de saison, malgré de bons sauts et deux victoires à Trondheim et Engelberg, il est souvent devancé par Simon Ammann et Wolfgang Loitzl (le vainqueur de la Tournée des Quatre Tremplins). Mais à partir de janvier 2009, il domine de nouveau, remportant les deux concours de vol à ski à Kulm (toujours invaincu dans cette discipline), termine deuxième du premier concours de Zakopane, puis enchaîne six victoires de suite, à une unité du record. Et alors que tous les éléments semblent réunis, l'étape suivante se déroulant à Oberstdorf sur le tremplin de vol à ski, celui-là même où il fut sacré champion du monde un an auparavant, et dans une catégorie où il était dominateur, il est largement battu. Lors des Championnats du monde de Liberec, il décroche la médaille d'argent sur le petit tremplin derrière son coéquipier Loitzl, et termine quatrième du concours sur le K-120, disputé sur une seule manche en raison d'un vent irrégulier. Il repart quand même avec une médaille d'or, celle du concours par équipe. Il accroît son avance sur Simon Ammann durant la fin de saison, avec notamment trois victoires en concours individuel et une victoire sur le fil avec six dixièmes de points d'avance (sur plus de 1000 marqués) sur Harri Olli dans le classement général de la Tournée nordique, ce qui permet à l'Autrichien de remporter sa première Coupe du monde. Il établit à cette occasion le record du nombre de victoires dans une saison, 13.

### Saison 2009-2010
Il ne participe qu'à trois compétitions au cours de l'été 2009, revenant prudemment après une blessure contractée à la fin de la saison hivernale lors d'un entraînement. Ses performances sont par la suite de bonne facture : 1er, 2e, 1er. Il remporte notamment la dernière épreuve du Grand Prix d'été à Klingenthal, en signant au passage sa cinquième victoire en autant de participations sur ce tremplin.
Le début de saison 2009-2010 est dominé comme un an auparavant par Schlierenzauer et Ammann. Schlierenzauer est aussi à l'origine d'une polémique concernant le trop grand élan qui lui est accordé, après avoir atterri indemne par miracle à 150,5 mètres à Lillehammer, quatre mètres cinquante plus loin que le record établi quelques minutes plus tôt.
Durant la Tournée des Quatre Tremplins, il remporte les étapes de Garmisch et d'Innsbruck à domicile, mais ne parvient pas à remonter son retard au général lors du concours de Bischoshofen, la veille de son vingtième anniversaire. 
Il gagne quatre nouvelles manches de Coupe du monde le mois précédent les Jeux olympiques d'hiver, mais à Vancouver il est devancé à chaque fois par Simon Ammann et Adam Malysz sur le petit et grand tremplin, se contentant de deux médailles de bronze individuelles. Par contre, il conclut la victoire de l'Autriche lors de l'épreuve par équipe sur un saut mesuré à 145,2 m, pour décrocher sa première médaille d'or olympique. La dernière partie de la saison est à l'image des Jeux olympiques. Schlierenzauer ne parvient pas à devancer une seule fois Ammann au cours de la Tournée nordique et termine deuxième du classement général de la Coupe du monde. Et lors des Championnats du monde de vol à ski à Planica, il est dépossédé de son titre par le Suisse. Il décroche toutefois la médaille d'argent individuelle, et l'or par équipes.

### Saison 2010-2011

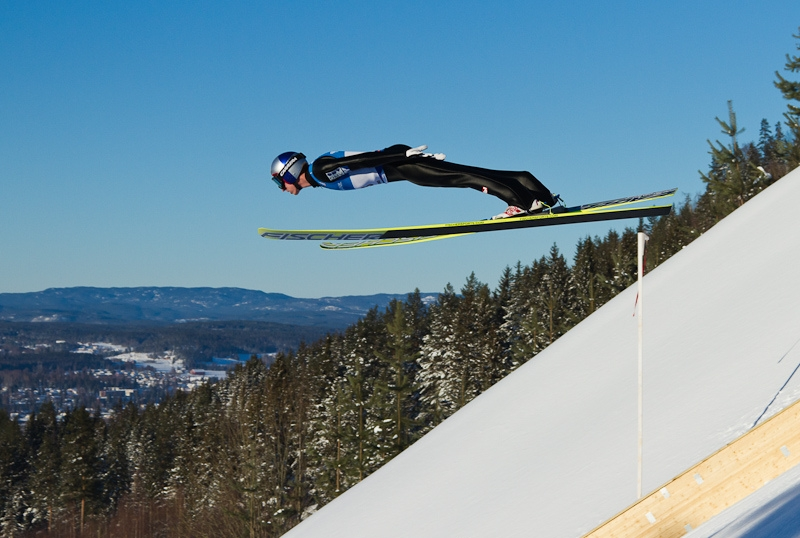
Gregor Schlierenzauer en 2011 à Vikersund.

Il ne participe qu'à trois concours estivaux en 2010, avec pour meilleur résultat une troisième place. Il est en retrait par rapport aux tout meilleurs au début de l'hiver, ayant des difficultés à faire la transition avec le nouveau matériel. Il quitte le circuit afin de s'entraîner. Mais quelques jours plus tard, il se blesse au genou. On craint le pire, mais il ne souffre finalement que d'une distension d'un ligament. Il est de retour en compétition trois semaines après chez lui à Innsbruck à l'occasion de la Tournée des quatre tremplins, mais n'obtient pas de réel résultat.
Il revient sur le devant de la scène en vol à ski à Harrachov, et un mois après à Oberstdorf, il remonte sur un podium. Dans la suite de la saison, Schlierenzauer réalise plusieurs performances significatives: il remporte le premier concours de Vikersund, à égalité de points avec le tout nouveau recordman du monde Johan Remen Evensen. Il signe au passage la seconde plus longue distance de l'histoire, 243,5 m. Le lendemain, il est seul lauréat. Quelques jours plus tard il décroche trois médailles d'or mondiales : deux collectives avec l'équipe d'Autriche, et le titre individuel sur le grand tremplin mythique d'Oslo-Holmenkollen, en devançant de quelques dixièmes son rival Thomas Morgenstern. En fin de saison, il remporte un concours à Planica et s'adjuge le petit globe de cristal du vol à ski.

### Saison 2011-2012
Gregor Schlierenzauer gagne pour la première fois de la saison à Harrachov. Il s'adjuge ensuite pour la première fois de sa carrière la tournée des quatre tremplins devant le tenant du titre Thomas Morgenstern. Après cette tournée, il gagne à Zakopane. Le 4 février, il remporte le concours de Val di Fiemme.

### 2012-2013: deuxième globe de cristal
En 2013, il gagne de nouveau le globe de cristal après celui obtenu en 2009, ainsi que pour la troisième fois le classement du vol à ski. Il a battu également le record du nombre de victoires en Coupe du monde détenu jusque-là par Matti Nykänen (46 succès) en réalisant le doublé à Harrachov. Aux mondiaux de Val di Fiemme, il obtient trois médailles, dont l'argent au petit tremplin derrière Anders Bardal. En fin de saison, on lui décerne la médaille Holmenkollen, distinction du ski nordique.

### 2013-2014
Aux Jeux olympiques de Sotchi, il ne décroche pas de médaille individuelle (dixième au petit tremplin, septième au grand tremplin), mais remporte l'argent dans le concours par équipes. Cet hiver, il retombe au sixième rang du classement général de la Coupe du monde, mais gagne deux nouveaux concours à Kuusamo et Lillehammer.

### 2014-2015
Le 6 décembre 2014, il renoue avec la victoire à Lillehammer, là même où il avait gagné sa dernière manche un an plus tôt. Lors des Championnats du monde, il prend deux médailles d'argent, sur le grand tremplin en individuel derrière Severin Freund et par équipes.

### 2016-2019
La saison 2015-2016 est difficile pour Schlierenzauer, à tel point qu'il décide de faire une pause de la compétition après la Tournée des quatre tremplins. Au mois de mars, il se blesse même alors qu'il skie au Canada, ce qui le rend indisponible huit mois (rupture des ligaments croisés).
Il fait son retour à la compétition en janvier 2017 à Wisła pour pouvoir être considéré pour les Mondiaux de Lahti.
Aux Championnats du monde 2017, il remporte sa douzième médaille lors de la compétition par équipes et sa première en bronze. Aux Jeux olympiques d'hiver de 2018, il est 22e au petit tremplin et quatrième par équipes.
En février 2019, il remporte une victoire par équipes à Lahti (sa 17e) après une pause de deux mois.
Entraîné jusque là par Hubert Neuper, il collabore désormais avec Werner Schuster, qui a eu Schlierenzauer comme élève auparavant.
À l'été 2019, il est deuxième à Hinterzarten en Grand Prix, soit son premier podium individuel depuis quatre ans environ.
Lors de l'hiver 2019-2020, il signe une quatrième place au concours de Nijni Taguil et une deuxième place par équipes à Klingenthal.
En 2020-2021, il subit une blessure au genou (rupture partielle du ligament croisé antérieur) et doit arrêter sa saison au mois de février.

## Palmarès

### Jeux olympiques
| Épreuve / Édition | Vancouver 2010 | Sochi 2014 | Pyeongchang 2018 |
| Petit tremplin    | Bronze         | 10e        | 22e              |
| Grand tremplin    | Bronze         | 7e         |                  |
| Par équipes       | Or             | Argent     | 4e               |

### Championnats du monde
| Épreuve / Édition | Épreuve / Édition | Sapporo 2007 | Liberec 2009 | Oslo 2011 | Val di Fiemme 2013 | Falun 2015 | Lahti 2017 |
| Petit tremplin    | Petit tremplin    | 8e           | Argent       | 8e        | Argent             | 22e        | 24e        |
| Grand tremplin    | Grand tremplin    | 10e          | 4e           | Or        | 8e                 | Argent     |            |
| Par équipes       | Petit tremplin    |              |              | Or        |                    |            |            |
| Par équipes       | Grand tremplin    | Or           | Or           | Or        | Or                 | Argent     | Bronze     |
| Par équipes       | Mixte             |              |              |           | Argent             |            |            |

### Championnats du monde de vol à ski
| Épreuve / Édition | Oberstdorf 2008 | Planica 2010 | Vikersund 2012 | Harrachov 2014 | Planica 2020 |
| Individuel        | Or              | Argent       | 18e            | 24e            | 26e          |
| Par équipes       | Or              | Or           | Or             | -              | 6e           |

### Coupe du monde
- 2 gros globes de cristal en 2009 et 2013.
- 3 petits globes de cristal :
  - Vainqueur du classement de vol à ski en 2009, 2011 et 2013.
- Vainqueur de la Tournée des quatre tremplins en 2012 et 2013.
- Vainqueur de la Tournée nordique en 2008 et 2009.
- 88 podiums en épreuve individuelle, dont 53 victoires.
- 36 podiums en épreuve par équipes, dont 17 victoires.

Palmarès au 29 décembre 2019

#### Victoires individuelles
| Année | Lieu |
| 2007  | Lillehammer (Norvège), Engelberg (Suisse), Oberstdorf (Allemagne), Bischofshofen (Autriche), Klingenthal (Allemagne) |
| 2008  | Garmisch-Partenkirchen (Allemagne), Zakopane (Pologne), Lillehammer (Norvège), Oslo (Norvège), Planica x2 (Slovénie) |
| 2009  | Trondheim (Norvège), Engelberg (Suisse), Tauplitz x2 (Autriche), Zakopane (Pologne), Whistler x2 (Canada), Sapporo (Japon), Willingen (Allemagne), Klingenthal (Allemagne), Lahti (Finlande), Vikersund (Norvège), Planica (Slovénie) |
| 2010  | Lillehammer (Norvège), Engelberg (Suisse), Garmisch-Partenkirchen (Allemagne), Innsbruck (Autriche), Tauplitz (Autriche), Zakopane x2 (Pologne), Willingen (Allemagne)                                                                |
| 2011  | Vikersund x2 (Norvège), Planica (Slovénie) |
| 2012  | Harrachov (République tchèque), Oberstdorf (Allemagne),Garmisch-Partenkirchen (Allemagne), Zakopane (Pologne), Val di Fiemme (Italie)                                                                                                 |
| 2013  | Lillehammer (Norvège), Sotchi (Russie),Engelberg (Suisse),Innsbruck(Autriche), Planica (Slovénie), Harrachov x2 (République tchèque), Oslo (Norvège), Vikersund (Norvège), Bischofshofen (Autriche)                                   |
| 2014  | Kuusamo (Finlande), Lillehammer (Norvège) |
| 2015  | Lillehammer (Norvège) |

#### Classments en Coupe du monde
| Année     | Classement général final |
| 2005-2006 | 73e                      |
| 2006-2007 | 4e                       |
| 2007-2008 | 2e                       |
| 2008-2009 | 1er                      |
| 2009-2010 | 2e                       |
| 2010-2011 | 9e                       |
| 2011-2012 | 2e                       |
| 2012-2013 | 1er                      |
| 2013-2014 | 6e                       |
| 2014-2015 | 10e                      |
| 2015-2016 | 43e                      |
| 2016-2017 | 34e                      |
| 2017-2018 | 35e                      |
| 2018-2019 | 48e                      |
| 2019-2020 | 20e                      |
| 2020-2021 | 65e                      |

#### Résultats détaillés
| Saison 2005-2006                                                   |             |             |             |                  |                  |                        |                        |                        |                        |                          |                          |                          |                  |                  |               |                    |            |             |             |            |           |         |             |           |         |         |        |        |        |        |        |        |        |        |        |        |        |        |        |        |        |        |        |        |        |        |        |        |        |
| Kuusamo                                                            | Kuusamo     | Lillehammer | Lillehammer | Harrachov        | Harrachov        | Engelberg              | Oberstdorf             | Garmisch-Partenkirchen | Innsbruck              | Bischofshofen            | Sapporo                  | Sapporo                  | Zakopane         | Zakopane         | Willingen     | Lahti              | Kuopio     | Lillehammer | Oslo        | Planica    | Planica   | Points  | Points      | Points    | Points  | Points  | Points | Points | Points | Points | Points | Points | Points | Points | Points | Points | Points | Points | Points | Points | Points | Points | Points | Points | Points | Points |        |        |        |
| -                                                                  | -           | -           | -           | -                | -                | -                      | -                      | -                      | -                      | -                        | -                        | -                        | -                | -                | -             | -                  | -          | -           | 24          | -          | -         | 7       | 7           | 7         | 7       | 7       | 7      | 7      | 7      | 7      | 7      | 7      | 7      | 7      | 7      | 7      | 7      | 7      | 7      | 7      | 7      | 7      | 7      | 7      | 7      | 7      |        |        |        |
| Saison 2006-2007                                                   |             |             |             |                  |                  |                        |                        |                        |                        |                          |                          |                          |                  |                  |               |                    |            |             |             |            |           |         |             |           |         |         |        |        |        |        |        |        |        |        |        |        |        |        |        |        |        |        |        |        |        |        |        |        |        |
| Kuusamo                                                            | Lillehammer | Lillehammer | Engelberg   | Engelberg        | Oberstdorf       | Garmisch-Partenkirchen | Innsbruck              | Bischofshofen          | Vikersund              | Zakopane                 | Oberstdorf               | Oberstdorf               | Titisee-Neustadt | Titisee-Neustadt | Klingenthal   | Willingen          | Lahti      | Kuopio      | Oslo        | Oslo       | Planica   | Planica | Planica     | Points    | Points  | Points  | Points | Points | Points | Points | Points | Points | Points | Points | Points | Points | Points | Points | Points | Points | Points | Points | Points | Points | Points | Points | Points | Points |        |
| -                                                                  | 4           | 1           | 1           | 3                | 1                | 4                      | 11                     | 1                      | -                      | 9                        | 4                        | 10                       | 8                | 2                | 1             | 17                 | 38         | 9           | 19          | 41         | -         | -       | -           | 914       | 914     | 914     | 914    | 914    | 914    | 914    | 914    | 914    | 914    | 914    | 914    | 914    | 914    | 914    | 914    | 914    | 914    | 914    | 914    | 914    | 914    | 914    | 914    | 914    |        |
| Saison 2007-2008                                                   |             |             |             |                  |                  |                        |                        |                        |                        |                          |                          |                          |                  |                  |               |                    |            |             |             |            |           |         |             |           |         |         |        |        |        |        |        |        |        |        |        |        |        |        |        |        |        |        |        |        |        |        |        |        |        |
| Kuusamo                                                            | Trondheim   | Trondheim   | Villach     | Villach          | Engelberg        | Engelberg              | Oberstdorf             | Garmisch-Partenkirchen | Bischofshofen          | Bischofshofen            | Predazzo                 | Predazzo                 | Harrachov        | Zakopane         | Zakopane      | Sapporo            | Sapporo    | Liberec     | Liberec     | Willingen  | Kuopio    | Kuopio  | Lillehammer | Oslo      | Planica | Planica | Points | Points | Points | Points | Points | Points | Points | Points | Points | Points | Points | Points | Points | Points | Points | Points | Points | Points |        |        |        |        |        |
| 4                                                                  | 2           | 9           | 3           | 2                | 4                | 2                      | 2                      | 1                      | 5                      | 42                       | 18                       | 6                        | -                | 1                | 8             | -                  | -          | 2           | 2           | 8          | 2         | 4       | 1           | 1         | 1       | 1       | 1561   | 1561   | 1561   | 1561   | 1561   | 1561   | 1561   | 1561   | 1561   | 1561   | 1561   | 1561   | 1561   | 1561   | 1561   | 1561   | 1561   | 1561   |        |        |        |        |        |
| Saison 2008-2009                                                   |             |             |             |                  |                  |                        |                        |                        |                        |                          |                          |                          |                  |                  |               |                    |            |             |             |            |           |         |             |           |         |         |        |        |        |        |        |        |        |        |        |        |        |        |        |        |        |        |        |        |        |        |        |        |        |
| Kuusamo                                                            | Trondheim   | Trondheim   | Pragelato   | Pragelato        | Engelberg        | Engelberg              | Oberstdorf             | Garmisch-Partenkirchen | Innsbruck              | Bischofshofen            | Bad Mitterndorf          | Bad Mitterndorf          | Zakopane         | Zakopane         | Whistler      | Whistler           | Sapporo    | Willingen   | Klingenthal | Oberstdorf | Lahti     | Kuopio  | Lillehammer | Vikersund | Planica | Planica | Points | Points | Points | Points | Points | Points | Points | Points | Points | Points | Points | Points | Points | Points | Points | Points |        |        |        |        |        |        |        |
| 3                                                                  | 1           | 3           | 2           | 4                | 3                | 1                      | 4                      | 4                      | 2                      | 4                        | 1                        | 1                        | 2                | 1                | 1             | 1                  | 1          | 1           | 1           | 8          | 1         | 10      | 3           | 1         | 1       | 5       | 2083   | 2083   | 2083   | 2083   | 2083   | 2083   | 2083   | 2083   | 2083   | 2083   | 2083   | 2083   | 2083   | 2083   | 2083   | 2083   | 2083   |        |        |        |        |        |        |
| Saison 2009-2010                                                   |             |             |             |                  |                  |                        |                        |                        |                        |                          |                          |                          |                  |                  |               |                    |            |             |             |            |           |         |             |           |         |         |        |        |        |        |        |        |        |        |        |        |        |        |        |        |        |        |        |        |        |        |        |        |        |
| Kuusamo                                                            | Lillehammer | Lillehammer | Engelberg   | Engelberg        | Engelberg        | Oberstdorf             | Garmisch-Partenkirchen | Innsbruck              | Bischofshofen          | Tauplitz/Bad Mitterndorf | Tauplitz/Bad Mitterndorf | Zakopane                 | Zakopane         | Oberstdorf       | Klingenthal   | Willingen          | Lahti      | Kuopio      | Lillehammer | Oslo       | Points    | Points  | Points      | Points    | Points  | Points  | Points | Points | Points | Points | Points | Points | Points | Points | Points | Points | Points | Points | Points | Points | Points | Points | Points |        |        |        |        |        |        |
| 19                                                                 | 1           | 4           | 2           | 1                | 6                | 9                      | 1                      | 1                      | 6                      | 5                        | 1                        | 1                        | 1                | 7                | 3             | 1                  | 4          | 11          | 2           | 12         | 1368      | 1368    | 1368        | 1368      | 1368    | 1368    | 1368   | 1368   | 1368   | 1368   | 1368   | 1368   | 1368   | 1368   | 1368   | 1368   | 1368   | 1368   | 1368   | 1368   | 1368   |        |        |        |        |        |        |        |        |
| Saison 2010-2011                                                   |             |             |             |                  |                  |                        |                        |                        |                        |                          |                          |                          |                  |                  |               |                    |            |             |             |            |           |         |             |           |         |         |        |        |        |        |        |        |        |        |        |        |        |        |        |        |        |        |        |        |        |        |        |        |        |
| Kuusamo                                                            | Kuopio      | Lillehammer | Lillehammer | Innsbruck        | Bischofshofen    | Harrachov              | Harrachov              | Zakopane               | Zakopane               | Zakopane                 | Willingen                | Kligenthal               | Oberstdorf       | Vikersund        | Vikersund     | Lahti              | Planica    | Planica     | Points      | Points     | Points    | Points  | Points      | Points    | Points  | Points  | Points | Points | Points | Points | Points | Points | Points | Points | Points | Points | Points |        |        |        |        |        |        |        |        |        |        |        |        |
| 14                                                                 | 16          | 14          | 20          | 18               | 23               | 5                      | 13                     | 6                      | 9                      | 19                       | 5                        | 5                        | 3                | 1                | 1             | 8                  | 1          | 4           | 761         | 761        | 761       | 761     | 761         | 761       | 761     | 761     | 761    | 761    | 761    | 761    | 761    | 761    | 761    | 761    | 761    | 761    | 761    |        |        |        |        |        |        |        |        |        |        |        |        |
| Saison 2011-2012                                                   |             |             |             |                  |                  |                        |                        |                        |                        |                          |                          |                          |                  |                  |               |                    |            |             |             |            |           |         |             |           |         |         |        |        |        |        |        |        |        |        |        |        |        |        |        |        |        |        |        |        |        |        |        |        |        |
| Kuusamo                                                            | Lillehammer | Lillehammer | Harrachov   | Harrachov        | Engelberg        | Engelberg              | Oberstdorf             | Garmisch-Partenkirchen | Innsbruck              | Tauplitz/Bad Mitterndorf | Innsbruck                | Tauplitz/Bad Mitterndorf | Zakopane         | Zakopane         | Val di Fiemme | Val di Fiemme      | Willingen  | Oberstdorf  | Lahti       | Trondheim  | Oslo      | Planica | Planica     | Points    | Points  | Points  | Points | Points | Points | Points | Points | Points | Points | Points | Points | Points | Points | Points | Points | Points | Points | Points | Points | Points | Points | Points | Points |        |        |
| 2                                                                  | 6           | 4           | 1           | 8                | 11               | 4                      | 1                      | 1                      | 2                      | 3                        | 30                       | 7                        | 18               | 1                | 1             | 2                  | 18         | 7           | 6           | 12         | 16        | 5       | 4           | 1267      | 1267    | 1267    | 1267   | 1267   | 1267   | 1267   | 1267   | 1267   | 1267   | 1267   | 1267   | 1267   | 1267   | 1267   | 1267   | 1267   | 1267   | 1267   | 1267   | 1267   | 1267   | 1267   | 1267   |        |        |
| Saison 2012-2013                                                   |             |             |             |                  |                  |                        |                        |                        |                        |                          |                          |                          |                  |                  |               |                    |            |             |             |            |           |         |             |           |         |         |        |        |        |        |        |        |        |        |        |        |        |        |        |        |        |        |        |        |        |        |        |        |        |
| Lillehammer                                                        | Lillehammer | Kuusamo     | Sotchi      | Sotchi           | Engelberg        | Engelberg              | Oberstdorf             | Garmisch-Partenkirchen | Innsbruck              | Bischofshofen            | Wisla                    | Zakopane                 | Vikersund        | Vikersund        | Harrachov     | Harrachov          | Kligenthal | Oberstdorf  | Lahti       | Kuopio     | Trondheim | Oslo    | Planica     | Planica   | Points  | Points  | Points | Points | Points | Points | Points | Points | Points | Points | Points | Points | Points | Points | Points | Points | Points | Points | Points | Points | Points | Points | Points | Points | Points |
| 8                                                                  | 1           | 4           | 1           | 25               | 3                | 1                      | 1                      | 2                      | 1                      | 1                        | -                        | 8                        | 1                | 3                | 1             | 1                  | 3          | 3           | 15          | 5          | 16        | 1       | 1           | 11        | 1620    | 1620    | 1620   | 1620   | 1620   | 1620   | 1620   | 1620   | 1620   | 1620   | 1620   | 1620   | 1620   | 1620   | 1620   | 1620   | 1620   | 1620   | 1620   | 1620   | 1620   | 1620   | 1620   | 1620   | 1620   |
| Saison 2013-2014                                                   |             |             |             |                  |                  |                        |                        |                        |                        |                          |                          |                          |                  |                  |               |                    |            |             |             |            |           |         |             |           |         |         |        |        |        |        |        |        |        |        |        |        |        |        |        |        |        |        |        |        |        |        |        |        |        |
| Kligenthal                                                         | Kuusamo     | Lillehammer | Lillehammer | Titisee-Neustadt | Titisee-Neustadt | Engelberg              | Engelberg              | Oberstdorf             | Garmisch-Partenkirchen | Innsbruck                | Bischofshofen            | Tauplitz                 | Tauplitz         | Wisla            | Zakopane      | Falun (Dalécarlie) | Lahti      | Lahti       | Kuopio      | Trondheim  | Oslo      | Planica | Planica     | Points    | Points  | Points  | Points | Points | Points | Points | Points | Points | Points | Points | Points | Points | Points | Points | Points | Points | Points | Points | Points | Points | Points | Points | Points |        |        |
| -                                                                  | 1           | 1           | 15          | 4                | 8                | 4                      | 27                     | 9                      | 8                      | 4                        | 18                       | 2                        | 3                | 8                | 12            | 18                 | 8          | 3           | 10          | 13         | 5         | 5       | 8           | 943       | 943     | 943     | 943    | 943    | 943    | 943    | 943    | 943    | 943    | 943    | 943    | 943    | 943    | 943    | 943    | 943    | 943    | 943    | 943    | 943    | 943    | 943    | 943    |        |        |
| Légende                                                            |             |             |             |                  |                  |                        |                        |                        |                        |                          |                          |                          |                  |                  |               |                    |            |             |             |            |           |         |             |           |         |         |        |        |        |        |        |        |        |        |        |        |        |        |        |        |        |        |        |        |        |        |        |        |        |
| 1 2 3 4-10 11-30 31-50 - – l'athlète n'a pas participé à l'épreuve |             |             |             |                  |                  |                        |                        |                        |                        |                          |                          |                          |                  |                  |               |                    |            |             |             |            |           |         |             |           |         |         |        |        |        |        |        |        |        |        |        |        |        |        |        |        |        |        |        |        |        |        |        |        |        |

### Championnats du monde junior
| Épreuve / Édition | Rovaniemi 2005 | Kranj 2006 |
| Individuel        | 20e            | Or         |
| Par équipes       | 4e             | Or         |

### Grand Prix
- Vainqueur du classement général en 2008.
- 26 podiums individuels, dont 13 victoires.

### Coupe continentale
- 2 podiums individuels, dont 1 victoire.